# Peter Jutterström
Bernt Peter Jutterström, född 3 januari 1958 i Vantörs församling i Stockholm, är en svensk politiker (moderat). 
Jutterström var riksdagsledamot för Jönköpings läns valkrets åren 2012–2014. Under sin tid i riksdagen var han suppleant i kulturutskottet. 
Från januari 2015 till augusti 2017 var han ordförande i kulturnämnden i Jönköpings kommun. Från den 15 augusti 2017 var han kommunalråd i Jönköpings kommun, ordförande i kommunens tekniska utskott samt kommunstyrelsens första vice ordförande. Som sådan ansvarade Jutterström för frågor rörande fysisk planering och kommunikationer, miljö- och hälsoskydd, räddningstjänst, vatten och avlopp, avfall, fastigheter och energiplanering. Efter valet 2018 blev han oppositionsråd, vilket han var till och med 2022.